# Beloningspenning voor de Officieren van het Regiment Hessen-Darmstadt wegens de Verdediging van Soestdijk
De zogenaamde Beloningspenning voor de Officieren van het Regiment Hessen-Darmstadt wegens de Verdediging van Soestdijk werd op 31 augustus 1787 door de Staten van Utrecht gesticht en is geen Nederlandse onderscheiding. De onderscheiding werd in zilver aan de officieren van dit regiment verleend als herinnering aan wat in de nacht van 26 op 27 juli 1787 in de tuin van het Stadhouderlijk buiten Soestdijk was voorgevallen. De bevelhebbers Luitenant-Kolonel Friedrich Wilhelm Erpel en Majoor Johann Ludwig Seyffardt kregen een gouden medaille als dank voor hun "goede directie en betoonde moed".

## De aanleiding
In de nacht van 26 op 27 juli 1787 vielen ongeveer 400 patriotten uit de stad Utrecht, verenigd in het Patriots Vrijkorps, onverhoeds een van de vele residenties van de Stadhouder Willem V van Oranje-Nassau aan. Zij wisten de wachten te overrompelen maar stuitten bij de door grenadier Christoffel Pullmann bewaakte brug op tegenstand. De grenadier sneuvelde maar het geweervuur wekte de 100 in het huis gelegerde huursoldaten. Na een korte schermutseling konden de patriotten worden verjaagd.

## De totstandkoming en uitreiking van de medaille
Al op 31 juli vroeg de in Nijmegen op de Valkhof residerende Stadhouder de Oranjegezinde Staten van Utrecht die in Amersfoort bijeen waren gekomen om een passende beloning te geven aan de verdedigers van Soestdijk. Op 31 augustus stelden de Staten in een resolutie vast dat zij gouden en zilveren beloningspenningen zouden laten slaan. De opdracht werd gegund aan Johan George Holtzhey (1726 - 1808). De ontwerper is onbekend.
In de winter van 1787 trokken de troepen van de zwager van de zo in het nauw gebrachte erfstadhouder, de Pruisische koning, de Verenigde Nederlanden binnen om de patriotten te verslaan en het Stadhouderlijk, feodaal georiënteerde regime weer te installeren. De stadhouder kon naar 's-Gravenhage terugkeren.
Het viel aan Willem Nicolaas Pesters (1717 - 1794) om op 2 januari 1788 de gouden medailles uit te reiken aan de twee hoogste officieren van het Hessische regiment. Ook Utrecht was weer in handen van de Prins van Oranje. Erpel en Seyffardt kregen de medailles, hangend aan een oranje lint, voor het front van de op de Neude aangetreden garnizoen, om de hals gehangen.
Wanneer de zilveren medailles werden uitgereikt is niet bekend.
De medaille heeft geen naam gekregen. In de resolutie is enkel sprake van een "beloningspenning". Men kan de medailles "Beloningspenning voor de Officieren van het Regiment Hessen-Darmstadt wegens de Verdediging van Soestdijk" noemen.

## Het uiterlijk van de medailles
Er bestaan, zoals in de resolutie vastgelegd, gouden en zilveren medailles. Beiden zijn ovaal en iets meer dan 51,5 millimeter hoog bij een breedte van 43,8 millimeter.
- De gouden medaille op dubbele afslag.

In 2004 werd in Duitsland een gedeeltelijk gesmolten massief gouden medaille van 131,41 gram geveild. De medaille heeft een oog waaraan zij gedragen kan worden. Op de voorzijde staat een gevleugelde en gelauwerde zinnebeeldige vrouwenfiguur, Victoria voorstellend, met één ontblote borst, een Romeinse tunica en een palmtak en een vlag met de gestreepte leeuw uit het wapen van Hessen. Zij heeft beide voeten op een op een altaar met de tekst "'T GEWELD BETEUGELD" neergeslagen lichaam in wiens lange haren met een personificatie van de nijd kan zien. Rond het altaar zijn trommels, wapentuig en vanen afgebeeld. Op de achtergrond is Soestdijk te herkennen. Als randschrift staat "SOESTDYK manhaftig verdedigd door een DETACHEMENT van 't REGIM. van HESSEN DARMSTADT.
Op de keerzijde staat op een op een schild gespijkerd doek de tekst "Gedachtenis der Ed. Mog. HEEREN STAATEN s'lands van UTRECHT aan de Ed. Gestr. Manh. HEEREN OFFICIEREN van het REGIMENT HESSEN-DARMSTADT weegens het voorgevallene te SOESTDYK 26 - 27 july 1787." te lezen. Daarboven staat een gekroond wapenschildje van Utrecht omkranst met mirretakken. Op een wimpel is de leus "CONCORDIA RES PARVÆ CRESCUNT" geschreven wat Latijn is voor "eendracht bevorderd het recht".
De medaille is mogelijkerwijze beschadigd bij een brand ten gevolge van een bombardement in de Tweede Wereldoorlog. De dubbele afslag, het is gebruikelijk om vorsten een extra zware en dikke medaille te verlenen, suggereert dat de medaille aan de Hessische Landgraaf Lodewijk IX van Hessen-Darmstadt, een bondgenoot van de Prins van Oranje, zou zijn geschonken.
- De gouden medailles.

Er zijn twee gouden medailles bekend. Die van Kolonel Seyffardt werd in 1942 door het Koninklijk Penningenkabinet in Leiden gekocht van de familie Seyffardt. Een tweede exemplaar, dat van Majoor Erpel, bevindt zich sinds 1909 in het Teylers Museum in Haarlem. De voorzijde van de medailles in gelijk aan die die in de dubbele afslag werd geslagen maar op de keerzijde staat een afwijkende tekst. Het schild draagt in beide gevallen de woorden "Erkentenis der Ed.Mog.HEEREN STAATEN 's Lands van Utrecht aan de Ed. Gestr. Manh. HEEREN F.W. ERPEL coll. comm. en I.L. SEYFFARDT Major wegens hare goede directie en betoonde moed 26- 27 july 1787.".
Beide medailles dragen een oog waaraan de medaille kon worden gedragen. Het gewicht van de medailles is in beide gevallen 65,70 gram.
- De zilveren medailles.

In het penningenkabinet van de Vereeniging Oranje-Nassau Museum dat in bruikleen is gegeven aan Rijksmuseum Paleis Het Loo in Apeldoorn bevindt zich een zilveren medaille met een gewicht van 40,79 gram. De medaille heeft geen oog en is daarmee een legpenning.
Op de voorzijde van de medaille staat een gevleugelde en gelauwerde zinnebeeldige vrouwenfiguur, Victoria voorstellend, met één ontblote borst, een Romeinse tunica en een palmtak en een vlag met de gestreepte leeuw uit het wapen van Hessen. Zij heeft beide voeten op een op een altaar met de tekst "'T GEWELD BETEUGELD" neergeslagen lichaam in wiens lange haren met een personificatie van de nijd kan zien. Rond het altaar zijn trommels, wapentuig en vanen afgebeeld. Op de achtergrond is Soestdijk te herkennen. Als randschrift staat "SOESTDYK manhaftig verdedigd door een DETACHEMENT van 't REGIM. van HESSEN DARMSTADT.
Op de keerzijde staat op een op een schild gespijkerd doek de tekst " Gedachtenis der Ed. Mog. HEEREN STAATEN s'lands van UTRECHT aan de Ed. Gestr. Manh. HEEREN OFFICIEREN van het REGIMENT HESSEN-DARMSTADT weegens het voorgevallene te SOESTDYK 26 - 27 july 1787." te lezen. Daarboven staat een gekroond wapenschildje van Utrecht omkranst met mirretakken. Op een wimpel is de leus "CONCORDIA RES PARVÆ CRESCUNT" geschreven wat Latijn is voor "eendracht bevorderd het recht".
Op de voorzijde staat een gevleugelde en gelauwerde zinnebeeldige vrouwenfiguur, Victoria voorstellend, met één ontblote borst, een Romeinse tunica en een palmtak en een vlag met de gestreepte leeuw uit het wapen van Hessen. Zij heeft beide voeten op een op een altaar met de tekst "'T GEWELD BETEUGELD" neergeslagen lichaam in wiens lange haren met een personificatie van de nijd kan zien. Rond het altaar zijn trommels, wapentuig en vanen afgebeeld. Op de achtergrond is Soestdijk te herkennen. Als randschrift staat "SOESTDYK manhaftig verdedigd door een DETACHEMENT van 't REGIM. van HESSEN DARMSTADT.
Op de keerzijde staat op een op een schild gespijkerd doek de tekst "Gedachtenis der Ed. Mog. HEEREN STAATEN s'lands van UTRECHT aan de Ed. Gestr. Manh. HEEREN OFFICIEREN van het REGIMENT HESSEN-DARMSTADT weegens het voorgevallene te SOESTDYK 26 - 27 july 1787." te lezen. Daarboven staat een gekroond wapenschildje van Utrecht omkranst met mirretakken. Op een wimpel is de leus "CONCORDIA RES PARVÆ CRESCUNT" geschreven wat Latijn is voor "eendracht bevorderd het recht".